# Tanduay
Tanduay est une marque de rhum originaire des Philippines, produite par la distillerie éponyme Tanduay Distillers. Créée en 1854, la marque se développe sur le marché local au cours du XXe siècle avant de se tourner vers l'international au début du XXIe siècle. Grâce à des prix compétitifs et une stratégie de commercialisation agressive, Tanduay est la marque de rhum la plus vendue au monde depuis 2017.

## Origine du nom
Le nom Tanduay provient de l'emplacement où se trouvait la distillerie à Manille, une péninsule nommée en espagnol Isla de Tanduay. Ce nom vient probablement du mot tagalog tangway qui signifie « péninsule ».

## Histoire
La distillerie de Tanduay est fondée en 1853 ou 1854 par Elias Menchacatorre à Hagonoy, dans la province de Bulacan,. La distillerie est vendue en 1856 à Valentin Teus e Irisarri qui la fusionne ensuite avec le conglomérat Ynchausti y Compañia. La distillerie est alors déplacée à Manille, sur une péninsule appelée Isla de Tanduay.
En 1933, au cours de la Grande Dépression, Ynchausti y Compañia vend la distillerie à la famille Elizalde, qui fait de Tanduay l'un des principaux producteurs de spiritueux des Philippines. En 1988, la distillerie est vendue à l'homme d'affaire Lucio Tan, qui modernise la distillerie pour multiplier sa production par 50 en 20 ans.
La distillerie déménage à nouveau en 2013 pour s'installer à Cabuyao, dans la province de Laguna, ce qui permet d'augmenter la capacité de production de 30 000 caisses par jour à 100 000 caisses par jour. La même année, Tanduay investit pour la première fois le marché américain. Depuis 2017, Tanduay est la marque de rhum la plus vendue dans le monde devant Bacardi. En 2023, la marque a vendu 23,4 millions de caisses de 9L de rhum.

## Production
Les cannes à sucre utilisées par Tanduay proviennent de la région du Negros occidental. Ces cannes sont ensuite broyées dans le moulin de la distillerie et le jus obtenu sert à fabriquer du sucre. La distillerie récupère les mélasses de meilleure qualité, appelées mélasses de garde A, pour produire le rhum.
La fermentation de ces mélasses se fait en utilisant uniquement des levures Saccharomyces cerevisiae élevées dans le laboratoire de la distillerie. Cette fermentation dure entre 24 et 30 heures. La distillation se fait dans des colonnes à distiller.
Le vieillissement se fait en ex-fûts de bourbon, en vieillissement classique ou en utilisant la méthode solera.
Par ces caractéristiques, le rhum Tanduay se rapproche des rhums légers de tradition espagnole.

## Marchés

### Philippines
Le principal marché de Tanduay est son marché domestique. Les rhums Tanduay dominent en effet le marché philippin grâce à leur prix faible (entre 3 et 4 euros la bouteille) et l'utilisation de canne à sucre locale comme matière première.

### Etats-Unis
Tanduay est présent aux Etats-Unis depuis 2005. La marque y déploie une stratégie marketing agressive, notamment en étant le sponsor de plusieurs équipes de NBA.

### Europe
Tanduay arrive sur le marché européen en 2020 en commercialisant la gamme de produits Asian Range au Benelux. Afin de s'implanter sur le marché français, l'entreprise développe une nouvelle collection de rhums, Tesoro Range, qui cible un créneau haut de gamme. Ces produits sont commercialisés à partir de 2024.